# Rivière Saint-Yves
Rivière Saint-Yves är ett vattendrag i Kanada.   Det ligger i provinsen Québec, i den östra delen av landet, 600 km nordost om huvudstaden Ottawa.
Trakten runt Rivière Saint-Yves är nära nog obefolkad, med mindre än två invånare per kvadratkilometer.